# Thomas Cantaloube
 (mars 2019).
Thomas Cantaloube, né le 28 décembre 1971, est un écrivain, scénariste et journaliste français.

## Biographie
Né en banlieue parisienne, Thomas Cantaloube y passe son enfance, avec un intermède de deux ans aux États-Unis, à Cincinnati (Ohio) à l'âge de sept-huit ans. Après son baccalauréat, il s'installe à Paris pour ses études.
Diplômé de Sciences-Po Paris (1992), il hésite alors entre le cinéma et le journalisme. Il opte finalement pour la seconde option et entre au Centre de formation des journalistes dont il sort diplômé en 1995. Il commence sa carrière aux Cahiers du cinéma. Épris de bougeotte et de reportages, il part en 1997 à Los Angeles (États-Unis) pour s'y établir en tant que journaliste pigiste. Là, il collabore aux Cahiers du cinéma, à La Tribune, à L'Événement du jeudi, à BFM, à Croissance, à RAGE, à HK Cinéma et à L'Humanité, dont il devient le correspondant aux États-Unis.
En 1999, à la faveur de la nouvelle formule de L'Humanité et de son ouverture à des journalistes non communistes, il rentre en France et devient rédacteur en chef adjoint de L'Humanité Hebdo. En parallèle de son travail de coordination, il effectue des reportages en Afrique, en Amérique du Sud et en Australie.
En 2001, en désaccord avec la ligne éditoriale du journal, il le quitte à la faveur d'un plan social et prend une année sabbatique, durant laquelle il effectue un tour du monde en onze mois, treize pays et trois continents.
En janvier 2003, il part s'installer à Washington, D.C. (États-Unis) en tant que correspondant free-lance pour Le Parisien, Marianne et La Vie. Pendant trois ans dans la capitale américaine (2003-2005), puis deux ans à New York (2006-2007), il couvre l'actualité politique, diplomatique, sociale et culturelle pour ces trois journaux. Outre des reportages sur tout le territoire des États-Unis, il réalise également durant cette période des reportages au Mexique, en Irak, au Koweït et à Cuba. Il collabore aussi ponctuellement au magazine Grands Reportages.
En octobre 2003, il est l'un des premiers journalistes français aux États-Unis à créer un blog pour rendre compte de l'actualité américaine.
En février 2008, il rentre en France pour participer au lancement de Mediapart. Pendant douze ans il couvre l'actualité internationale pour le journal, effectuant de multiples reportages à l'étranger : États-Unis, Balkans, Royaume-Uni, Afghanistan, Pakistan, Afrique du Sud, Suède, Hongrie, Qatar, Égypte, Tunisie, Libye, Argentine, Chili, Pologne, Mali, Centrafrique, Inde, Rwanda, Nicaragua, Brésil, Israël, Palestine, Irlande, Koweït, Cameroun…
En janvier 2019, il publie son premier roman, Requiem pour une République, une plongée dans les débuts de la Ve République sur fond de guerre d'Algérie entre 1959 et 1961. L'ouvrage est salué par Le Monde, Les Échos, Télérama, Le Figaro, L'Obs, Libération, Le Parisien, El Watan, de nombreux blogs consacrés au polar,,, et obtient six prix littéraires.
En mars 2020, il quitte Mediapart pour se consacrer à l'écriture de fiction, romans et scénarios.
Entre 2019 et 2023, il publie les trois tomes d'une trilogie consacrée aux débuts de la Ve République, confrontant ses trois personnages de fiction (Luc Blanchard, Antoine Carrega-Lucchesi, Sirius Volkstrom) à des événements réels et aux conséquences de la décolonisation française.
En 2024, il reprend sous une nouvelle forme les aventures du Poulpe, le héros créé par Jean-Bernard Pouy, Patrick Raynal et Serge Quadruppani, avec une héroïne différente : La fille du Poulpe. Il signe le premier tome de cette nouvelle collection : Le col des Amériques.
En 2024, toujours, il écrit Les Mouettes, un roman prolongeant l'univers de la série télévisée Le Bureau des Légendes, racontant les opérations du Service Action de la DGSE.

## Œuvre

### Romans
- Requiem pour une République[14], Gallimard, coll. « Série noire », 2019Réédition, Gallimard, coll. « Folio policier » no 931, 2021
Le meurtre d'un avocat algérien en 1959 dans la France de Papon, De Gaulle et l'OAS. Trois personnages (un flic, un truand, un assassin) tentent de dénouer les fils d'une machination d'État qui les dépasse.
- Frakas[15], Gallimard, coll. « Série noire », 2021Réédition, Gallimard, coll. « Folio policier » no 988, 2023.
Lancé sur les traces des commanditaires de l'assassinat de Felix Moumié, le journaliste Luc Blanchard découvre la guerre secrète de la France au Cameroun et les débuts de la Françafrique.
- Mai 67, Gallimard, coll. « Série noire », 2023Réédition, Gallimard, coll. « Folio policier » no 1045, 2025.
Lorsque la police tire sur des manifestants à Pointe-à-Pitre, en Guadeloupe, Luc Blanchard se met en quête des responsables du massacre.
- Le Col des Amériques, Moby Dick, 2024La chute mortelle et mystérieuse d'un journaliste chilien sur un causse de Lozère déclenche l'intérêt de Gabriella qui va enquêter sur cet étrange décès[16].
- Les Mouettes, Fleuve, 2024Première oeuvre de fiction à prolonger la cinquième saison du Bureau des Légendes, raconte le parcours de Yannick Corsan, capitaine du Service action de la DGSE, entre Mer Adriatique, Serbie et Sahel, afin de sauver un agent infiltré[13].
- Les Mouettes : Mission Iran, Fleuve, 2025

### Essais
- George W. Bush, l'héritier, Golias, 2000Première biographie en français sur George W. Bush, publiée juste un mois avant son élection.
- Chirac contre Bush, Jean-Claude Lattès, 2004Écrit avec Henri Vernet. Sous-titré L'autre guerre, cet ouvrage retrace les coulisses de l'affrontement entre les deux présidents, qui culmine avec la dispute entre France et États-Unis à propos de l'invasion de l'Irak[17].
- Les États-désunis d'Obama, Bourin, 2011Basé sur plusieurs années d'enquêtes et de reportages, cet essai examine pourquoi les États-Unis sont devenus un pays politiquement bloqué, incapable de grandes réformes[18].
- Des vies en révolution - Ces destins saisis par Octobre 17, Don Quichotte, 2017Portrait de John Reed dans ce livre collectif de quatorze portraits d'individus engagés dans la révolution russe de 1917[19].

### Prix

#### PourRequiem pour une République
- 2019 :
  - Prix Landerneau du Polar[20]
  - Prix Sang d'Encre de la ville de Vienne 2019[21]
  - Prix Anguille-sous-Roche[22]
- 2020 :
  - Prix Calibre 47[23]
  - Prix Mystère de la critique[24],[25]
  - Prix des lecteurs du Quais du polar[26]

#### PourFrakas
- Prix du Noir de l'Histoire[27]